# Liste der Kategorie-A-Bauwerke in East Dunbartonshire

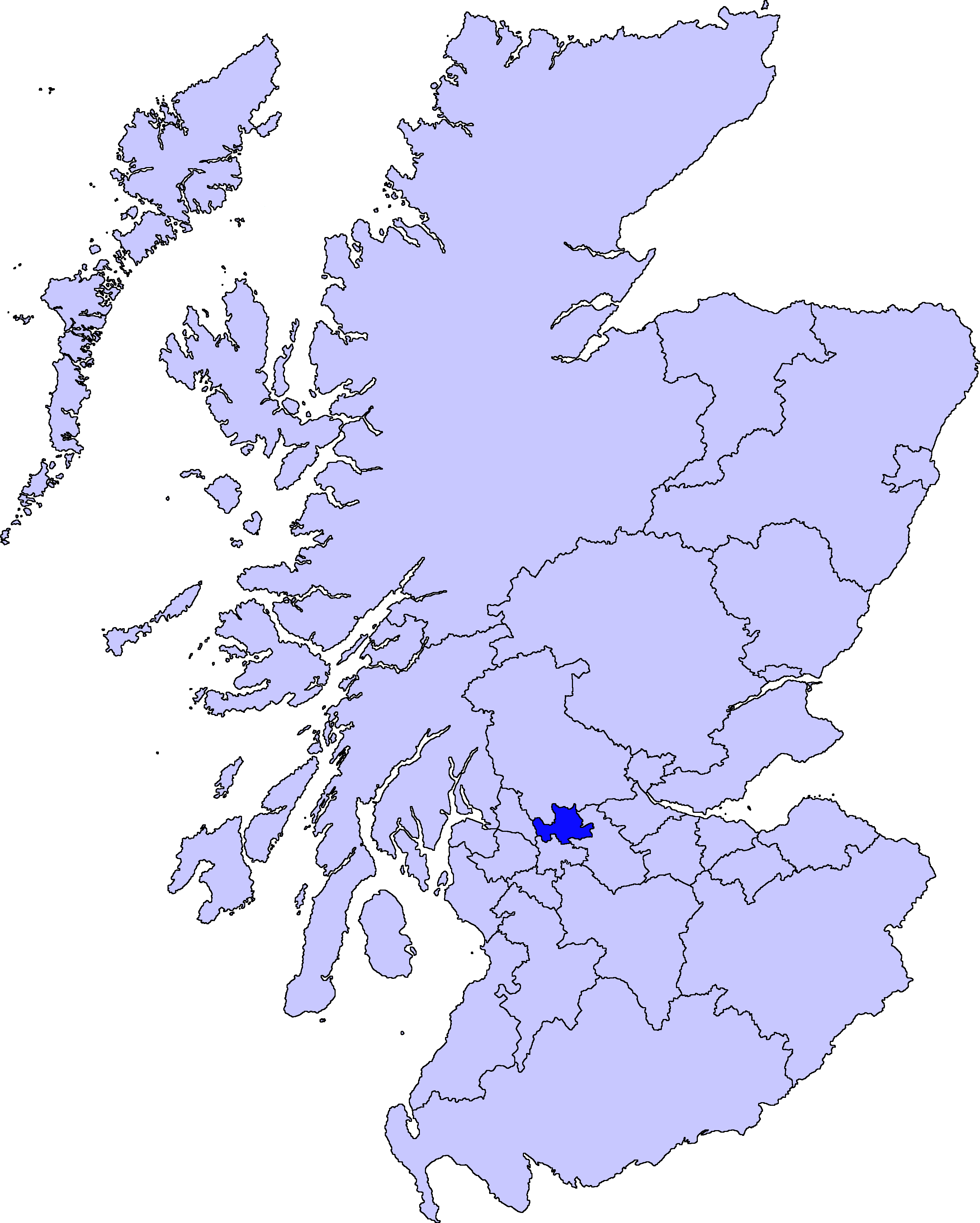
Lage von East Dunbartonshire in Schottland

Die Liste der Kategorie-A-Gebäude in East Dunbartonshire umfasst sämtliche in der Kategorie A eingetragenen Baudenkmäler in der schottischen Unitary Authority East Dunbartonshire. Die Einstufung wird anhand der Kriterien von Historic Scotland vorgenommen, wobei in die höchste Kategorie A Bauwerke von nationaler oder internationaler Bedeutung einsortiert sind. In East Dunbartonshire sind derzeit 15 Gebäude in der Kategorie A gelistet.
| Name                              | Lage                                              | Typ          | Eintrag | Bild                              |
| --------------------------------- | ------------------------------------------------- | ------------ | ------- | --------------------------------- |
| Campsie High Church               | Lennoxtown 55° 58′ 31,7″ N, 4° 11′ 59,3″ W        | Kirchenruine | 4353    | Campsie High Church               |
| Lennox Castle                     | nahe Lennoxtown 55° 58′ 38,5″ N, 4° 14′ 7,9″ W    | Schlossruine | 4354    | Lennox Castle                     |
| Kincaid House                     | Milton of Campsie 55° 57′ 29,5″ N, 4° 9′ 50,3″ W  | Herrenhaus   | 4357    |                                   |
| 27 Victoria Road                  | Lenzie 55° 55′ 4,2″ N, 4° 9′ 14″ W                | Villa        | 4407    |                                   |
| Warwick Croft                     | Lenzie 55° 55′ 3,2″ N, 4° 9′ 20,9″ W              | Villa        | 4408    | Warwick Croft                     |
| Bardowie Castle                   | nahe Milngavie 55° 56′ 7,6″ N, 4° 16′ 39″ W       | Tower House  | 5726    | Bardowie Castle                   |
| Mugdock and Craigmaddie Reservoir | Milngavie 55° 57′ 3,2″ N, 4° 18′ 18,7″ W          | Stausee      | 18227   | Mugdock and Craigmaddie Reservoir |
| New Kilpatrick Parish Church      | Bearsden 55° 55′ 16,6″ N, 4° 19′ 58,1″ W          | Kirche       | 22130   | New Kilpatrick Parish Church      |
| Kilmardinny House                 | Bearsden 55° 55′ 33″ N, 4° 19′ 19″ W              | Villa        | 22135   | Kilmardinny House                 |
| Cawder House                      | nahe Bishopbriggs 55° 55′ 37,3″ N, 4° 13′ 58,7″ W | Herrenhaus   | 22272   | Cawder House                      |
| Old Parish Church of St. Mary     | Kirkintilloch 55° 56′ 27″ N, 4° 9′ 33,7″ W        | Kirche       | 36645   | Old Parish Church of St. Mary     |
| Auld Aisle Cemetery               | Kirkintilloch 55° 55′ 56,7″ N, 4° 8′ 18,3″ W      | Friedhof     | 36646   | Auld Aisle Cemetery               |
| Luggie Water Aqueduct             | Kirkintilloch 55° 56′ 22,8″ N, 4° 9′ 4″ W         | Aquädukt     | 36655   | Luggie Water Aqueduct             |
| Factor’s House                    | Milngavie 55° 56′ 12,1″ N, 4° 17′ 41,9″ W         | Wohngebäude  | 37847   | Factor’s House                    |
| Glenshira                         | Bearsden 55° 55′ 14,6″ N, 4° 18′ 51″ W            | Villa        | 48593   |                                   |